# Winnweiler
Winnweiler là một đô thị thuộc Donnersbergkreis, trong bang Rheinland-Pfalz, phía tây nước Đức. Đô thị Winnweiler có diện tích 21,8 km², dân số thời điểm ngày 31 tháng 12 năm 2006 là người. Đô thị này nằm ở thượng lưu sông Alsenz, cự ly khoảng 15 km north-về phía đông của Kaiserslautern.
Winnweiler là thủ phủ của Verbandsgemeinde ("đô thị tập thể") Winnweiler.